# 練習曲作品25第11號 (蕭邦)

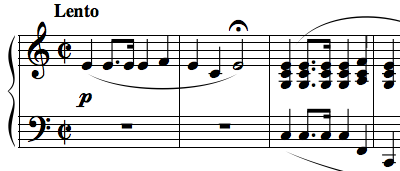
練習曲作品25第11號的开始

練習曲作品25第11號（Étude Op.25 No.11）是一部由波兰作曲家蕭邦於1836年所作的a小調钢琴独奏技术练习曲，俗稱為「冬風練習曲」。它首次于1837年与作品号25的其它练习曲一起在法国、德国和英国发表。在法国首版中它的拍号为四分之四拍，但是在手稿和德国首版中却标二分之二拍。在萧邦的朋友霍夫曼建议下萧邦在作品被发表前添加了曲开头标志全曲旋律的四小节。冬風練習曲乃肖邦最艰深的练习曲之一。

## 結構

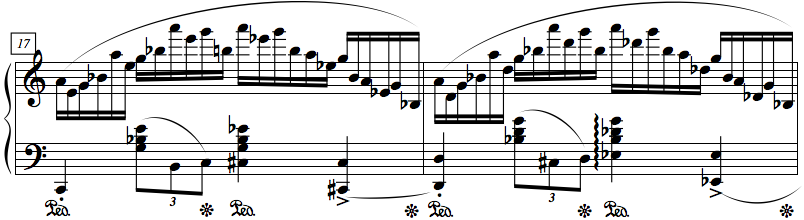
練習曲作品25第11號中典型的十六分音符連音占练习曲的大部分段落

全曲初段轻声先說明全曲主旋律，然而左手為主旋律，右手為伴奏。左手彈奏著關係大調C大調的六個三連音重复主题，右手以快速十六分音符六连音为主，贯穿几乎整个曲子。练习曲最后演变成强壮的尾聲，以主题结束。整个练习曲主要訓練鋼琴家能應用於大部分曲目的指勁、靈活度和技巧。另外訓練鋼琴家能否彈奏快速的音階。

## 技术
練習曲作品25第11號练习的是右手的灵活性和左手的机动性，速度在节拍器138速度弹奏一个四分音符。在演奏这部练习曲时两手都其重要作用。左手演奏练习曲的旋律，而右手则演奏此练习曲典型的快速音阶和琶音。弹奏家在演奏这部练习曲时必须像演奏複音一样，他的两只手在同时演奏两个不同的曲调做双重唱。
一份博士论文中提到右手旋律的重要性。也就是说下面这一段：
应该这样弹奏：
添加了八分之一符的那些音符应该被强调。这样弹奏可以加强左手进行曲般的主题。实际上不做上述强调旋律的节奏依然很明显。艾比·怀特塞德则同意右手的强调，认为“只有解决了这个音的模式这个练习曲才能被弹奏”。她提到她练习臂力的方法，强调在弹奏这个练习曲时的两个关键，认为光靠手指技巧不够。

## 其它
美国音乐作家和批评家詹姆斯·哈尼克在给席爾默公司的乐谱出版写前言时说“心胸狭窄的人，不论你的手指多么灵活，避免这部练习曲。”

## 改编作品
- 戈多夫斯基的鋼琴獨奏改編曲

## 外部連結
- 肖邦練習曲分析 （页面存档备份，存于）（英文）
- 練習曲作品25：国际乐谱典藏计划上的乐谱
- YouTube上的Netanel Grinshtein